# پارک شبه‌ملی میجی نو موری مینو
پارک شبه‌ملی میجی نو موری مینو (به لاتین: Meiji no Mori Minō Quasi-National Park) یک پارک شبه‌ملی و منطقهٔ مسکونی در ژاپن است که در استان اوساکا واقع شده‌است.